# Municipio de Adams (condado de Mahaska)
El municipio de Adams (en inglés: Adams Township) es un municipio ubicado en el condado de Mahaska en el estado estadounidense de Iowa. En el año 2010 tenía una población de 242 habitantes y una densidad poblacional de 2,67 personas por km².

## Geografía
El municipio de Adams se encuentra ubicado en las coordenadas 41°22′47″N 92°34′53″O / 41.37972, -92.58139. Según la Oficina del Censo de los Estados Unidos, el municipio tiene una superficie total de 90.66 km², de la cual 90,53 km² corresponden a tierra firme y (0,14 %) 0,13 km² es agua.

## Demografía
Según el censo de 2010, había 242 personas residiendo en el municipio de Adams. La densidad de población era de 2,67 hab./km². De los 242 habitantes, el municipio de Adams estaba compuesto por el 95,45 % blancos, el 4,55 % eran de otras razas. Del total de la población el 4,55 % eran hispanos o latinos de cualquier raza.